# Guillaume Bianchi
Guillaume Bianchi, né le 30 juillet 1997 à Rome, est un escrimeur italien, pratiquant le fleuret.

## Biographie
Étudiant à l'Université de Rome « La Sapienza », Bianchi est médaillé de bronze par équipe à Universiade d'été de 2017. Deux ans plus tard, Bianchi remporté une médaille d'argent individuelle et la médaille d'or par équipe aux Universiades de Naples. Il monte la première fois sur un podium lors de la Coupe du monde 2017-2018 à l'étape du Lion de Bonn; il remporte également la médaille d'or par équipe aux Championnats d'Europe d'escrime des moins de 23 ans de 2018.
En 2022, il remporte l'or dans la compétition de fleuret par équipe aux Championnats du monde du Caire et aux Championnats d'Europe à Antalya. Le 18 juin 2023, aux Championnats d'Europe à Plovdiv, il remporte le bronze individuel, s'inclinant en demi-finale face à son compatriote Filippo Macchi.
Le 21 juin 2024, il remporte la médaille de bronze par équipe aux Championnats d'Europe à Bâle avec Macchi, Marini et Foconi. Le 29 juillet suivant, il participe au tournoi individuel des Jeux olympiques de Paris 2024, où il est éliminé en quart de finale face à l'Américain Nick Itkin. Quelques jours plus tard, il remporte la médaille d'argent dans la compétition par équipe en s'inclinant face au Japon sur le score de 36 à 45.

## Palmarès
- Jeux olympiques
  -  Médaille d'argent par équipes en 2024 à Paris
- Championnats du monde
  -  Médaille d'or par équipes en 2022 au Caire
- Championnats d'Europe
  -  Médaille d'or par équipes en 2022 à Antalya
  -  Médaille d'or en individuel en 2025 à Gênes
  -  Médaille d'or par équipes en 2025 à Gênes
  -  Médaille de bronze en individuel en 2023 à Plovdiv
  -  Médaille de bronze par équipes en 2024 à Bâle
- Championnats d'Italie
  -  Médaillé d'or en par équipes en 2018, 2019 et 2024
  -  Médaillé d'argent en individuel en 2021
  -  Médaillé d'argent par équipes en 2017 et 2022